# Mīr‘alī-ye Mīrkhān
Mīr‘alī-ye Mīrkhān (persiska: ميرعلی ميرخان, Mīvalī-ye Soflá) är en ort i Iran.   Den ligger i provinsen Kermanshah, i den västra delen av landet, 500 km väster om huvudstaden Teheran. Mīr‘alī-ye Mīrkhān ligger 790 meter över havet och antalet invånare är 260.
Terrängen runt Mīr‘alī-ye Mīrkhān är kuperad åt nordväst, men åt sydost är den bergig. Runt Mīr‘alī-ye Mīrkhān är det ganska tätbefolkat, med 72 invånare per kvadratkilometer. Närmaste större samhälle är Sarpol-e Z̄ahāb, 17,9 km söder om Mīr‘alī-ye Mīrkhān. Omgivningarna runt Mīr‘alī-ye Mīrkhān är i huvudsak ett öppet busklandskap.